# Het kikkerpaleis
Het Kikkerpaleis is een boek van Jostein Gaarder. De oorspronkelijke uitgave verscheen in 1988 in het Noors, onder de titel Froskeslottet.

## Inhoud
Kristoffer Poffer beleeft zijn avonturen in dromenland. Hij loopt ’s nachts door de sneeuw in zijn nachtgoed. Bij een bevroren poel komt opeens een kabouter die Umpin heet tevoorschijn. Umpin neemt Kristoffer mee van de winter naar de zomer. Ze eten pannenkoeken en andere zoetigheid en dan gaan ze in de poel kikkervisjes vangen in een jampotje. Umpin roert er met een  toverstokje in en de kikkervisjes veranderen in een kikker. Nu moet Kristoffer de kikker een zoen geven, waarna hij vele avonturen beleeft.